# Marcello Pellegrino Ernetti
Marcello Pellegrino Ernetti (Rocca Santo Stefano, Italia, 13 de octubre de 1925 - San Giorgio Maggiore, Venecia, Italia, 8 de abril de 1994) fue un sacerdote benedictino, musicólogo, monje y exorcista italiano reconocido porque también habría sido físico e inventor de una especie de dispositivo para obtener imágenes del pasado, conocido como cronovisor.

## Elcronovisor
En la década de 1950, según algunos autores Ernetti inventó, junto con otros científicos (entre los que se citaba a Enrico Fermi y Wernher von Braun) una máquina que permitía captar imágenes del pasado, a la cual dio el nombre de cronovisor. La historia del presunto invento proviene de un libro escrito por el padre François Brune. Otros autores como Peter Krassa, divulgaron la historia, con el añadido del testimonio de un familiar de Ernetti, anónimo, según el cual el sacerdote reveló la verdad sobre el cronovisor en su lecho de muerte. La periodista véneta, Daniela Ghio, también abordó el tema y afirmó que el aparato se encuentra escondido en el Vaticano.

Según estas fuentes, Ernetti afirmaba haber podido contemplar eventos tan lejanos como la fundación de Roma en el 753 a. C. o la destrucción de Sodoma y Gomorra; gracias al uso del aparato Ernetti dijo poder recomponer  la tragedia perdida de Quinto Ennio, Thyestes. En otros informes se menciona que el sacerdote, gracias a su cámara, pudo presenciar un discurso de Cicerón ante el Senado romano en el 63 a. C., experiencia que habría descrito así:
“Sus gestos, la entonación de su voz, ¡qué poder había allí! ¡Qué fantástico talento oratorio!» Es una pena que los filólogos aún no puedan escuchar estas grabaciones.
También afirmó haber captado una imagen de Jesucristo durante su crucifixión, la cual fue divulgada por el periódico italiano Domenica del Corriere. Sin embargo, la misma resultó ser una imagen invertida del Cristo venerado en el santuario del Amor Misericordioso de Collevalenza; obra del artista español Lorenzo Coullaut Valera. Del mismo modo, la reconstrucción de la tragedia Thyestes, sólo contenía 120 líneas, cuando lo normal sería una obra diez veces más larga. Al respecto, la filóloga estadounidense, Katherine Owen Eldred de la Universidad de Princeton descubrió que algunas de las palabras del texto no fueron usadas sino hasta dos siglos después de la época de Ennio, y que la composición mostraba un conocimiento pobre del latín.
Según un sitio de noticias sobre fenómenos paranormales, al cual no se puede acceder actualmente, Ernetti confesó, antes de morir, que había falsificado sus evidencias y el cronovisor nunca había existido. Por otro lado, antes de morir en 1994, familiares  de Ernetti entregaron a la prensa una carta, donde se aseguró que cuando Marcello Pellegrino Ernetti había dicho que la fotografía de Jesús no era real y que había sido copiada, lo dijo solamente porque fue obligado por altos mandos del Vaticano.